# Parkour Earth
 (novembre 2020).
Parkour Earth est une société privée à responsabilité limitée par garantie (Private company limited by guarantee) fondée le 4 juillet 2017 à Londres ( Angleterre). Elle est la fédération internationale du parkour, du free running et de l'art du déplacement.

## Historique

### Contexte
Le 24 février 2017, la Fédération Internationale de Gymnastique (FIG) annonce vouloir intégrer une nouvelle discipline inspirée du parkour. Le 31 mars suivant, Parkour UK, première fédération de parkour reconnue officiellement à un niveau national, accuse la FIG de « tentative d’appropriation frauduleuse » de la discipline. Par la suite, d'autres fédérations nationales de parkour à travers le monde ont montré leur soutien à Parkour UK en se positionnant contre la FIG. C'est le cas également de cinq des neuf fondateurs de la discipline (Malik Diouf, Chau Belle Dhin, William Belle, Laurent Piemontesi et Yann Hnautra). Sébastien Foucan, autre fondateur du parkour, décide quant à lui de prendre ses distances et de ne pas se prononcer sur cette affaire. De son côté, la FIG se défend de toute tentative d'appropriation d'une culture et dit travailler pour le développement de la discipline dans le respects de ses racines. Elle travaille d'ailleurs en collaboration avec David Belle et Charles Perrière, deux autres fondateurs du parkour[réf. nécessaire].

### Fondation
Le 4 juillet 2017, Parkour Earth, fédération internationale du parkour, du free running et de l'art du déplacement, est créée grâce à l'association de 6 fédérations nationales fondatrices : Australian Parkour Association ( Australie), Fédération de Parkour ( France), NZ Parkour – Tauhōkai Aotearoa ( Nouvelle-Zélande), Parkour UK ( Royaume-Uni), Parkour South Africa ( Afrique du Sud) et Polska Federacja Parkour I Freerun ( Pologne).
L'une des premières actions de Parkour Earth a été l'envoi d'une lettre ouverte à destination de la FIG afin d'affirmer sa position d'organisme international officiel œuvrant dans l’intérêt du parkour, du free running et de l'art du déplacement ainsi que de leurs communautés. À la suite de plusieurs échanges, un rendez-vous est établi entre les deux entités, le 7 novembre 2017, au siège de la FIG à Lausanne.
Le 26 juillet 2017, Parkour Earth participe au Sport Integrity Forum II organisé par la Sport Integrity Global Alliance (SIGA) à Lisbonne au Portugal. À cette occasion, Parkour Earth devient officiellement membre de SIGA.
Le 7 octobre 2017, Parkour Earth devient membre de l'International Sport and Culture Association (ISCA).

## Organisation

### Présidents successifs
| Période                          | Président                    |
| -------------------------------- | ---------------------------- |
| 4 juillet 2017 - 21 février 2020 | Eugene Minogue (par intérim) |
| 22 février 2020 - Actuel         | Damien Puddle (par intérim)  |

### Membres fondateurs
Parkour Earth a été créée par 6 fédérations nationales fondatrices.
| Membre                             | Pays représenté  | Président (au moment de la fondation) |
| ---------------------------------- | ---------------- | ------------------------------------- |
| Australian Parkour Association     | Australie        | Eliot Duffy                           |
| Fédération de Parkour              | France           | Sacha Lemaire                         |
| NZ Parkour – Tauhōkai Aotearoa     | Nouvelle-Zélande | Damien Puddle                         |
| Parkour UK                         | Royaume-Uni      | Eugene Minogue                        |
| Parkour South Africa               | Afrique du Sud   | Paul Gray                             |
| Polska Federacja Parkour I Freerun | Pologne          | Filip Stachowiak                      |

## Actions
Les actions de Parkour Earth sont, entre autres :
- Défendre l'intégrité et la souveraineté du parkour, du free running et de l'Art Du Déplacement.
- Gouverner et administrer ces pratiques au niveau international.
- Promouvoir, encourager et aider les fédérations nationales.
- Promouvoir la reconnaissance du parkour, du free running et de l'Art Du Déplacement.